# 藤原万枝
藤原 万枝（ふじわら の まえだ）は、平安時代初期から前期にかけての貴族。藤原北家、参議・藤原道雄の子。官位は正五位下・阿波守。

## 経歴
仁寿4年（854年）従五位下・伊予権介に叙任される。のち、貞観2年（860年）相模介、貞観6年（864年）上総介と、文徳朝から清和朝にかけて地方官を歴任し、貞観8年（866年）従五位上に昇叙される。
陽成朝でも阿波守と地方官を務め、元慶3年（879年）正五位下に至る。

## 官歴
『六国史』による。
- 時期不詳：正六位上。蔵人[1]。
- 仁寿4年（854年） 正月7日：従五位下。正月16日：伊予権介
- 貞観2年（860年） 8月26日：相模介
- 貞観6年（864年） 6月28日：上総介
- 貞観8年（866年） 2月13日：従五位上
- 時期不詳：阿波守
- 元慶3年（879年） 11月25日：正五位下

## 系譜
『尊卑分脈』による。
- 父：藤原道雄
- 母：不詳
- 生母不明の子女
  - 男子：藤原世則
  - 男子：藤原世長
  - 男子：藤原世武